# Harry Paape
Abraham Harry Paape (Sint-Annaland, 11 mei 1925 - Amsterdam, 5 maart 2001) was een Nederlands bestuurder, historicus en auteur.
Paape behaalde in 1943 zijn HBS-diploma en zat daarna een jaar ondergedoken in Oostkapelle. Aan het einde van de Tweede Wereldoorlog was hij actief bij de Binnenlandse Strijdkrachten. Hierna moest hij in dienst. In plaats van als soldaat deel te nemen aan de Politionele Acties in Nederlands-Indië werd hij bibliothecaris op een schip dat troepen, burgers en krijgsgevangenen aan- en afvoerde. Vanaf 1947 studeerde hij politieke en sociale wetenschappen aan de Universiteit van Amsterdam. Vanaf 1952 was hij verbonden aan het Rijksinstituut voor Oorlogsdocumentatie (RIOD). Paape begon als stagiair en was van 1953 tot 1956 medewerker onder Lou de Jong. Hierna ging Paape een jaar zijn doctoraal doen en keerde in 1957 weer terug. In 1959 werd hij hoofd van de afdeling beheer en in 1970 onderdirecteur. Van 1979 tot zijn pensionering op 1 juni 1990 was hij directeur van het RIOD. Paape was met name actief in de organisatorische kant van het instituut.
Paape publiceerde meerdere werken over de Tweede Wereldoorlog. Zijn bekendste werk is De Geuzen, over de gelijknamige verzetsgroep, dat in 1965 als boekenweekgeschenk werd uitgegeven. Datzelfde jaar stelde hij ook het fotoboek De bezettingstijd in beeld samen en in de jaren '70 was hij eindredacteur van het tijdschrift Bericht van de Tweede Wereldoorlog. In 1986 nam hij het initiatief tot de uitgave van de wetenschappelijke editie van De Dagboeken Van Anne Frank. Er werden uiteindelijk wereldwijd meer dan 100.000 exemplaren, in zes talen, van verkocht. 
- Bibliothèque nationale de France: cb12060541n (data)
- CiNii: DA05813130
- Digitale Bibliotheek voor de Nederlandse Letteren: paap005
- International Standard Name Identifier: 0000 0001 2026 3033
- Library of Congress Control Number: n80080413
- Nationale bibliotheek van Australië: 35789014
- Nationale Bibliotheek van Israël: 987007274363405171
- Nationale Bibliotheek van Polen: a0000002239602
- Nederlandse Thesaurus van Auteursnamen: 068348851
- Système universitaire de documentation: 028856619
- Virtual International Authority File: 56631110
- WorldCat: E39PBJpdPCvbPqRgYWbrYHC4v3